# Vulkanologi
Vulkanologi er læren om vulkaner, lava, magma og relaterede geologiske fænomener. Udtrykket vulkanologi kommer fra det latinske ord vulcanus, ildens gud i romersk mytologi. Vulkanologi er en gren indenfor geologi.
En vulkanolog er en person som forsker i hvordan vulkaner er opstået, og deres nuværende og historiske udbrud. Vulkanologer besøger ofte vulkaner, specielt aktive, for at observere vulkanudbrud, samle materiale fra udbrud, inkluderet vulkansk aske. Et vigtigt fokusområde for forskningen er forudsigelsen af udbrud for at undgå dødsfald i forbindelse med vulkanudbrud.

## Vulkanologiens historie
Vulkanologi har en omfattende historie. Den tidligste kendte optegnelse af et vulkanudbrud findes på et hulemaleri som forestiller et vulkanudbrud, fra omkring 6000 f.kr. Hulemaleriet, fra den neolitiske tid bosætningen ved Çatalhöyük i det sydlige Anatolien, viser en vulkan med to bjergtoppe, under udbrud, med bosætningen ved foden. Vulkanen er sandsynligvis Hasan Dağ, som har to toppe.

### Mytologiske forklaringer
Det klassiske Hellas og det tidligere Romerrige forklarede vulkaner som gudernes værk på videnskabelig vis, da videnskaben og alkymi ikke havde nogen forklaring på fænomenet. Græske myter og fortællinger beretter historien om Atlantis, en opdigtet ø som sank i havet. Platon fortalte om at der forsvandt en stor ø. Man ved nu at øen Thera i nutiden Santorini), i det Ægæiske Hav, blev ødelagt af en voldsom serie af vulkanudbrud omkring 1620 f.Kr., med vulkansk aske som i Anatolien lå i en højde af over 30 cm. Eksplosionerne på Thera forårsagede kolossale flodbølger, beregnet til at være over 30 meter høje. 
Grækerne troede også at Hefaistos, ildens gud, opholdt sig under vulkanen Etna, hvor han smede sine våben til Zeus. Hans undersåtter, kykloperne som kun havde et øje er muligvis en allegori til de runde kratere og kegleforme på vulkanen. Det græske ord for at beskrive vulkaner var faktisk etna, eller hiera efter Zeus' søn Herakles. Den romerske digter Publius Vergilius Maro fastholdt, gennem sin tolkning af de græske myter, at Enkelados blev begravet under Etna af gudinden Athene, som straf for ikke at adlyde guderne.
Der findes mange lokale legender om vulkaner i områderne omkring «Ildringen i Stillehavet» og Amerika, og de omtaler ofte vulkankræfterne som overnaturlige eller guddommelige, for at forklare de voldsomme udbrud fra vulkaner. Taranaki og Tongariro, blev i henhold til maorisk mytologi forelsket i Pihanga, hvorefter det blev efterfulgt af en grufuld strid. Maoriene vil i dag fremdeles ikke bo i området mellem Tongariro og Taranaki, af frygt for at konflikten skal blusse op igen.

## Græsk-romersk videnskab
De første forsøg på at finde en videnskabelig forklaring på vulkaner blev foretaget af den græske filosof Empedokles (ca. 490 f.Kr.), som delte verden op i fire elementer – Jord, vand, luft og ild. Han hævdede at vulkaner var åbenbaringen af elementærkraften ild. Platon hævdede på sin side at der fandtes underjordiske floder med varmt vand i uudtømmelige mængder. Aristoteles anså underjordisk ild som et resultat af «friktion skabt af vinden når den styrter ned i trange passager.»
Vind kom til at spille en central rolle i forklaringerne omkring vulkaner frem til 1500-tallet. Lukrets, en romersk filosof, hævdede at Etna var fuldstændig hul, og at ilden under jorden blev drevet af en voldsom vind som cirkulerede ved havoverfladen. Publius Ovidius Naso mente at flammerne fik næring fra «fedtholdig mad», og at udbruddene ophørte når maden var væk. Vitruv mente at svovl, salt og asfalt gav næring til ilden. Plinius den Ældre mærkede sig at der ofte var jordskælv forud for et vulkanudbrud.

## Kristen mytologi
Vulkanologi som studium havde så ikke den store fremgang fra tiden omkring Platon frem til Hutton. Det kristne verdensbillede forklarede vulkaner ud fra en række forudvidende begreber, men man troede også at det kunne være Satans håndværk eller Guds vrede.[kilde mangler]